# Cueva de Maltravieso
Cueva de Maltravieso är en grotta belägen i staden Cáceres, Spanien, närmare bestämt vid Avenida de Cervantes, i Cáceres stadskärna. Grottan beboddes av människor under olika perioder under förhistorisk tid. Den ligger i ett kalkhaltigt område i södra delen av staden, allmänt känd som El Calerizo. Andra närliggande grottor är El Conejar och Santa Ana.
En studie som gjorts nyligen daterar handmålningarna till en tid mycket tidigare än man tidigare hade antagit. Den internationella undersökningen ledd av Max-Planck-institutet och Southamptons universitet, i vilken spanska arkeologer har samarbetat, har tillämpat en datering med uran-torium. Undersökningen har publicerats i den amerikanska tidskriften Science och anger en ålder av 66 700 år för en av gångarna i grottan, vilket skulle betyda att upphovsmännen var neandertalare, för det finns inga bevis på att Homo sapiens förekom på den iberiska halvön vid den tiden.